# Collemiers
Collemiers és un municipi francès, situat al departament del Yonne i a la regió de Borgonya - Franc Comtat. L'any 2007 tenia 568 habitants.

## Demografia

### Població
El 2007 la població de fet de Collemiers era de 568 persones. Hi havia 210 famílies, de les quals 46 eren unipersonals (21 homes vivint sols i 25 dones vivint soles), 66 parelles sense fills, 90 parelles amb fills i 8 famílies monoparentals amb fills.
La població ha evolucionat segons el següent gràfic:
Habitants censats

### Habitatges
El 2007 hi havia 285 habitatges, 219 eren l'habitatge principal de la família, 48 eren segones residències i 18 estaven desocupats. 275 eren cases i 4 eren apartaments. Dels 219 habitatges principals, 193 estaven ocupats pels seus propietaris, 21 estaven llogats i ocupats pels llogaters i 6 estaven cedits a títol gratuït; 4 tenien una cambra, 3 en tenien dues, 24 en tenien tres, 65 en tenien quatre i 124 en tenien cinc o més. 175 habitatges disposaven pel capbaix d'una plaça de pàrquing. A 76 habitatges hi havia un automòbil i a 131 n'hi havia dos o més.

### Piràmide de població
La piràmide de població per edats i sexe el 2009 era:
| Homes | Edats   | Dones |
| ----- | ------- | ----- |
| 0     | 95 o +  | 0     |
| 0     | 90 a 94 | 0     |
| 0     | 85 a 89 | 0     |
| 0     | 80 a 84 | 8     |
| 4     | 75 a 79 | 8     |
| 12    | 70 a 74 | 0     |
| 20    | 65 a 69 | 28    |
| 12    | 60 a 64 | 8     |
| 16    | 55 a 59 | 12    |
| 20    | 50 a 54 | 20    |
| 12    | 45 a 49 | 20    |
| 32    | 40 a 44 | 16    |
| 16    | 35 a 39 | 20    |
| 8     | 30 a 34 | 36    |
| 16    | 25 a 29 | 4     |
| 0     | 20 a 24 | 0     |
| 20    | 15 a 19 | 20    |
| 32    | 10 a 14 | 8     |
| 40    | 5 a 9   | 20    |
| 4     | 0 a 4   | 16    |

## Economia
El 2007 la població en edat de treballar era de 381 persones, 291 eren actives i 90 eren inactives. De les 291 persones actives 272 estaven ocupades (154 homes i 118 dones) i 19 estaven aturades (8 homes i 11 dones). De les 90 persones inactives 31 estaven jubilades, 27 estaven estudiant i 32 estaven classificades com a «altres inactius».

### Ingressos
El 2009 a Collemiers hi havia 227 unitats fiscals que integraven 584 persones, la mediana anual d'ingressos fiscals per persona era de 20.627 €.

### Activitats econòmiques
Dels 12 establiments que hi havia el 2007, 3 eren d'empreses de fabricació d'altres productes industrials, 4 d'empreses de construcció, 1 d'una empresa de comerç i reparació d'automòbils, 2 d'empreses de serveis, 1 d'una entitat de l'administració pública i 1 d'una empresa classificada com a «altres activitats de serveis».
Dels 2 establiments de servei als particulars que hi havia el 2009, 1 era un guixaire pintor i 1 electricista.
L'any 2000 a Collemiers hi havia 8 explotacions agrícoles.

## Equipaments sanitaris i escolars
El 2009 hi havia una escola elemental.

## Poblacions més properes
El següent diagrama mostra les poblacions més properes.